# 孫穆
孫穆（？—？），清朝政治人物。直隸豐潤縣（今河北省唐山市豐潤區）人。
乾隆二年（1737年）丁巳科進士。乾隆十二年（1747年）任湖廣蒲圻縣（今屬湖北省赤壁市）知縣。